# Khitaner

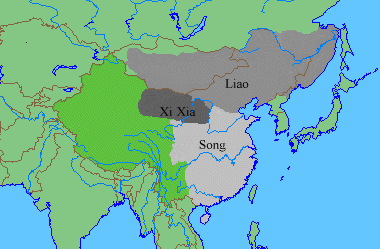
Liaodynastins utbredningsområde.

Khitanerna (kinesiska: Qìdān 契丹, persiska: ختن) var en etnisk grupp som dominerade delar av det som idag är Manchuriet och Inre Mongoliet.
Folkslaget är av okänt ursprung men antas vara av protomongoliskt ursprung. Klaner ur khitanerna grundade år 907 Liaodynastin som varade fram till 1127. I samband med Liaodynastins fall emigrerade många khitaner mot väster, där de år 1124 grundade den centralasiatiska staten Kara Khitai. Den staten störtades av mongolerna 1218.
Relativt lite av khitaneras språk är känt, och khitanernas skrift har endast delvis tolkats av forskare. Det ryska ordet för Kina, Kitaj, anses härstamma från Khitan, liksom den äldre Kina-benämningen på engelska – Cathay.